# カンテンダコ
カンテンダコ（寒天蛸、学名：Haliphron atlanticus）は軟体動物八腕形目カンテンダコ科に属するタコの一種である。
通常は、太平洋側の水深200mから400mの場所に生息しているが、日本海の沿岸で漁獲された例がある。

## 生態
深海を浮遊しているといわれるが、詳しい生態は不明。
大型の軟体動物という事でマッコウクジラも本種を捕食することがある。

## 特徴
名前通り皮膚が寒天状に柔らかく、ぷよぷよとしている事でこの名が付いた。また、触腕の間の膜が他のタコに比べて広い。生きている姿は火の玉のように見える。
大型のタコで体長は1m程だが、未確認記録では触腕を含めた長さが4mもあったと推定される個体も見つかっている。しかし、このサイズになるのは雌で、雄はいわゆる矮雄と呼ばれるもので、とても小さく、大きくても30cm程にしかならない。
雄は一本だけ違う形の触腕を持っているが、これは生殖器の役割を持つと言われる。このような雌に比べて雄が極端に小さいタコには、タコブネの仲間や、本種と同じ浮遊性の深海ダコのアミダコ等がいる。
足は他のタコと同様に8本あるが、1本は目の下に隠れているため、一見すると、7本足に見える。そのため、7本脚のタコと呼ばれている。食性は不明なところもあるが、クラゲを食べる姿が観察されたことがある。なお、その時に、カンテンダコが、食べたクラゲの一部を足の中に収めている様子が確認された。これは、死後も毒を失わないクラゲを運ぶことで、身を守っているのではないかと推測されている。